# 李明璇
李明璇（英語：Li Ming-syuan，1993年3月30日—），臺灣政治人物，中國國民黨黨籍，生於高雄市鳳山區海光新村，現任國民黨發言人。

## 經歷

### 早年
李明璇畢業於世新大學、北京大學研究所。在中国大陆求學期間曾參加中华全国台湾同胞联谊会所舉辦的「台胞青年千人夏令營」並擔任領隊，亦曾任臺灣工商總會駐北京辦副主任。

### 從政時期
2018年10月30日，主持中國國民黨高雄市市長候選人韓國瑜在臺北市舉辦的「北漂青年座談會」。韓國瑜當選後，出任高雄市政府市政顧問。
2019年4月24日，在國民黨高雄市黨部登記參加鳳山區立法委員初選。參加初選的還有不分區立委陳宜民、高雄市議員李雅靜、前陸軍官校校長陳良沛等；同年5月2日主動退選。
2021年9月26日，連任國民黨全國黨代表，獲得黨代表選舉全國第一高票。11月8日，出任中國國民黨發言人。
2022年7月29日，成為國民黨高雄市市長候選人柯志恩的發言人。
2023年2月，表態有意願投入2024年立法委員選舉，包括板橋東區、板橋西區或是其他艱困選區。4月19日，決定禮讓已登記的老將林國春，宣布不投入板橋西區立委初選。5月3日，接受國民黨徵召參選高雄市第八選舉區立法委員，未能當選。

## 選舉紀錄
| 年度 | 選舉屆數             | 選舉區           | 所屬政黨   | 得票數 | 得票率 | 當選標記 | 備註 |
| ---- | -------------------- | ---------------- | ---------- | ------ | ------ | -------- | ---- |
| 2024 | 第十一屆立法委員選舉 | 高雄市第八選舉區 | 中國國民黨 | 82,602 | 39.40% |          |      |

## 個人生活
父親李玉文為國民黨高雄市黨部副主委。丈夫潘德翰為前國民黨立委江惠貞助理、國民黨前青年部副主任，現任國民黨中央委員。兩人於2022年1月誕下一女。

## 外部連結
- 李明璇的Facebook專頁
- 李明璇的Instagram帳戶
- LINE社群（页面存档备份，存于）